# Gestão do conhecimento
A gestão do conhecimento, do inglês KM - knowledge management, é o conjunto de tecnologias e processos cujo objetivo é apoiar a criação, a transferência e a aplicação do conhecimento nas organizações. O conhecimento e a gestão do conhecimento são conceitos complexos e multifacetados. Assim, o desenvolvimento e implementação de uma gestão do conhecimento que seja eficaz requer uma rica fundamentação de várias literaturas.
Utilizando a gestão do conhecimento, a empresa pode diminuir os gastos em produtos e aplicar mais dos seus recursos em capital intelectual, o que, geralmente, resulta em melhores resultados para empresa.

## Gestão do conhecimento, o lado humano
Ao se tratar de dado, informação e conhecimento, o único elemento entre estes que é objetivamente quantificável é o dado. Isto implica que o único destes elementos que pode ser tratado pelos sistemas informatizados é o dado. Os sistemas de informação podem facilitar o nosso processo de obtenção de informações a partir de uma massa de dados, e os sistemas de Gestão do Conhecimento podem nos ajudar a organizar o conhecimento de uma organização, contudo, tanto informações quanto conhecimento residem exclusivamente na mente humana.
É justamente em função desta característica patentemente humana da informação e do conhecimento que podemos extrair uma das principais (senão a principal) características da Gestão do Conhecimento: em que pese os sistemas informatizados ocuparem um papel preponderante nesta área de estudo, trata-se de uma matéria multidisciplinar, isto é, que deve englobar outros aspectos que vão muito além da tecnologia. Como exemplo, um questionário respondido por 1.088 funcionários de uma grande empresa brasileira evidencia o processo de aprendizado organizacional analisando-se um conjunto de ferramentas incorporadas às rotinas da firma em relação à sua função acessória de transferência do conhecimento, constando a validade de ferramentas de trabalho como catalisadores da transferência do conhecimento.
Vamos, a partir de agora, entrar em contato com alguns dos aspectos mais importantes da Gestão do Conhecimento, primeiramente observando alguns fatores humanos e, em seguida, alguns dos principais pontos tecnológicos.

## Características
A investigação na área da gestão do conhecimento está ligada a várias disciplinas, entre as quais, a gestão estratégica, a teoria das organizações, os sistemas de informação, a gestão da tecnologia e inovação, o marketing, a economia, a psicologia e a sociologia, por exemplo.
A principal preocupação dos  investigadores na área da gestão do conhecimento reside na busca da melhoria de desempenho das organizações através de condições organizacionais favoráveis, processos de localização, extração, partilha e criação de conhecimento, assim como através das ferramentas e tecnologias de informação e comunicação.
De forma geral, acredita-se que uma boa prática de gestão do conhecimento influencia direta e indiretamente o bom desempenho organizacional e financeiro de uma organização.
A Gestão do Conhecimento possui ainda o objetivo de controlar, facilitar o acesso e manter um gerenciamento integrado sobre as informações em seus diversos meios. Entende-se por conhecimento a informação interpretada, ou seja, o que cada informação significa e que impactos no meio cada informação pode causar de modo que a informação possa ser utilizada para importantes ações e tomadas de decisões.
Sabendo como o meio reage às informações, pode-se antever as mudanças e se posicionar de forma a obter vantagens e ser bem sucedido nos objetivos a que se propõe. Em uma definição resumida pode-se dizer que Gestão do Conhecimento é um processo sistemático, articulado e intencional, apoiado na geração, codificação, disseminação e apropriação de conhecimentos, com o propósito de atingir a excelência organizacional.

## Vantagens oferecidas
Vários autores (Brucker, 1993; Davenport et al., 1996; Staples et al., 2001; Holsapple, 2008, etc.) afirmam que boas iniciativas e práticas de gestão do conhecimento contribuem para a sustentabilidade das vantagens competitivas das organizações que as empreendem.
Entre as diversas vantagens de uma boa gestão de conhecimento, reconhecem-se as seguintes:
- Vantagem competitiva em relação à concorrência
- Redução dos custos e tempo de produção e desenvolvimento de produtos
- Rápida comercialização de novos produtos
- Aumento do valor das ações
- Maximização do capital intelectual/ativos intelectuais
- Melhoria dos processos internos e maior fluidez nas operações
- Processos de tomada de decisões mais eficientes e melhores resultados
- Melhoria na coordenação de esforços entre unidades de negócios
- Melhoria da prestação de serviços (agilidade), da qualidade dos produtos e da qualidade do serviço cliente

## Objetivos da gestão do conhecimento
A gestão de  conhecimentos tem como objetivos:
- Tornar acessíveis grandes quantidades de informação organizacional, compartilhando as melhores práticas e tecnologias;
- Permitir a identificação e mapeamento dos ativos de conhecimento e informações ligados a qualquer organização, seja ela com ou sem fins lucrativos (Memória Organizacional);
- Apoiar a geração de novos conhecimentos, propiciando o estabelecimento de vantagens competitivas.
- Dar vida aos dados tornando-os acessíveis e úteis transformando-os em informação essencial ao nosso desenvolvimento pessoal e comunitário.
- Organiza e acrescenta lógica aos dados de forma a torná-los compreensíveis.
- Aumentar a competitividade da organização através da valorização de seus bens intangíveis.

O conhecimento pode ser implícito (tácito) ou explícito.
Segundo Larry Prusak, a unidade de análise do conhecimento não deve ser a organização, nem o indivíduo, mas sim grupos com contextos comuns.
____________________________________________________________________________________________________________________________________________
De acordo com Ricardo Keita, Peter Drucker, o pai da administração moderna, já sabia sobre a importância das informações e o poder que o conhecimento carrega.
Atualmente a Gestão do Conhecimento está cada vez mais difundida e, facilmente podemos encontrar práticas em todas as empresas e até mesmo no seu ambiente pessoal, tudo isso em função do avanço da tecnologia da informação.
No ambiente da Gestão do Conhecimento, encontraremos:
1. Inteligência Competitiva: É o processo contínuo de monitoramento que busca identificar tendências do mercado, desenvolver análises estratégicas, descobrir oportunidades e mapear riscos através de metodologias.
2. Educação Corporativa: É o processo responsável pela estruturação da cultura organizacional, de forma que, educando os membros da empresa, alinhe todos com as estratégias e objetivos da empresa.
3. Gestão de Competências: É o processo que busca, de forma organizada e contínua, identificar quais são os conhecimentos, as habilidades e atitudes que as pessoas precisam ter ou desenvolver para atender aos objetivos da empresa.
4. Gestão do Capital Intelectual: É o processo que identifica, compartilha, e utiliza de forma eficaz os conhecimentos adquiridos e acumulados da empresa.
5. Gestão da Informação : É o processo que se preocupa com a organização e estruturação das informações que são importantes para a empresa, com o propósito de facilitar a tomada de decisão.
6. Aprendizagem Organizacional: É um processo de aprendizagem coletivo, o ambiente de inovação, e utiliza a detecção e correção de erros em busca da melhoria contínua, podendo resultar em novos conhecimentos ou novas soluções.

## Gestão do Conhecimento e Capital Humano nas Organizações
A economia da sociedade globalizada e interdependente traz mudanças radicais em termos do surgimento de uma nova sociedade, a sociedade da Era da Informação, que coloca o conhecimento como o ativo de produção mais importante do Terceiro Milênio.

### Os recursos intangíveis entram em cena
A partir da década de 1980 passa a surgir  uma intensa busca por uma nova concepção e visão da empresa. Nasce então o conceito de Capital Intelectual, como forma de evidenciar e potencializar a força dos recursos intangíveis.
Essa emergência traz uma consequente necessidade de mudança de paradigmas e enfoques para as organizações: a necessidade da revalorização do capital humano.
A grande transformação desta sociedade não é apenas o avanço tecnológico em si, mas sim como associar estes recursos tecnológicos a fatores humanos como criatividade, comprometimento e conhecimento a fim de agregar valor aos produtos e/ou serviços oferecidos pelas organizações.

## Estratégia de capital humano

#### As mudanças acontecendo
Recursos tradicionais apenas proporcionam vantagens temporárias;O local do escritório perde importância na era digital;As pessoas, o capital humano, torna-se fonte geradora de receita; a informação, ferramenta para a comunicação; e o relacionamento torna-se algo interativo e decorrente das redes pessoais.  A gestão de uma organização precisa assim gerenciar seu capital humano e o conhecimento requerido e/ou produzido.
Seu novo desafio é alinhar a gestão destes capitais intangíveis com o planejamento estratégico da organização, de forma que agreguem valor aos processos de negócio e criando vantagem competitiva para a organização.
Para elaborar a melhor estratégia de capital humano é preciso considerar três fatores:
- Sistemas: compreender como várias práticas e programas de capital humano (remuneração, treinamento, gestão de carreiras e supervisão) trabalham em conjunto para produzir os retornos esperados.
- Os fatos certos: contabilidade precisa e detalhada dos atributos da força de trabalho, assim como das práticas de capital humano assim que elas são realmente implementadas.
- Foco no valor: um foco inflexível em como o capital humano impulsiona importantes resultados de negócio – faturamento, lucros, retenção do cliente e qualidade.

Companhias que começam a agir cedo na identificação e na medição dos fatores importantes de capital humano, e no ajuste fino da estratégia de capital humano podem delinear vantagens competitivas significativas e duradouras.

#### Processos intensivos em conhecimento
Os processos intensivos de conhecimento estão, tradicionalmente, baseados na geração, conversão e nos fluxos dinâmicos de conhecimentos que envolvem seus processos de negócio.
São processos não estruturados caracterizados por forte dependência do conhecimento embutido nas pessoas e por consequência seu fluxo de eventos se estabelece de forma evolutiva e dinâmica, não podendo ser claramente definido.  Apesar de contribuir agregando valor aos processos de negócio da organização, dificilmente apresentam métricas para avaliar o seu sucesso.

## Dificuldade de Implantação
As empresas enfrentam grandes dificuldades na implantação deste. O principal desafio é o aprendizado ou a aquisição de conhecimento, pois é esse que torna os bens intelectuais utilizáveis. Altos custos dificultam, e problemas na cultura organizacional da empresa, pois quando uma empresa (dono, gestores e funcionários) estão acostumados ao trabalho manual, ou a uma forma de trabalho, implantar outra cultura, automatizar ou qualquer quer seja a mudança, bate de frente a forma de trabalho que estão acostumados, e isso causa divergências e problemas. As pessoas tendem a se acomodar com um estilo de vida, e tira-las disso requer planejamento e tempo.[carece de fontes?]
Por isso, a empresa deve planejar e estudar todos os possíveis erros, pois o que deveria ser um crescimento acaba se tornando um transtorno, ocasionando gastos desnecessários e prejuízos a instituição.[carece de fontes?]

## Sistemas de Gerenciamento de conhecimento (Sistemas de gestão do conhecimento)
Os Sistemas de Gestão do Conhecimento (Knowledge Management Systems) são soluções de TI que amparam as iniciativas empresariais típicas de Gestão do Conhecimento como identificação, criação, apresentação e distribuição do conhecimento dentro do contexto corporativo. (MVL)
Os Sistemas de Gerenciamento de Conhecimento têm como importante objetivo proporcionar habilidades (a gerentes e organizações em geral) que apoiem a tomada de decisão, e consequentemente aumentem a vantagem competitiva da empresa.
Tais sistemas possuem como principal característica a coleta de dados, que posteriormente serão processados para que se obtenha um conjunto de relevantes informações que serão agregadas e distribuídas em forma de conhecimento dentro da organização.

## Gestão do conhecimento no Japão
O conceito de ba foi introduzido em 1996 por Ikujiro Nonaka e Hirotaka Takeuchi (em seu livro onde desenvolveu-se a ideia sobre a chama espiral do conhecimento) , Noburo Konno. Desde então, exerce um papel fundamental sobre a maneira japonesa de criação de conhecimento, sendo que aos poucos esse conceito começa a fazer parte dos jargões utilizados na literatura especializada de KM (Knowledge Management), fora do arquipélago japonês. Sendo que a abordagem japonesa sobre os conceitos de KM se encontra distinta da norte-americana, essa fortemente orientada sobre as tecnologias de informação (IT oriented). Esses conceitos carregam forte significado da cultura japonesa e torna-se, muitas vezes, de difícil compreensão por meio da linguagem ocidental, utilizando termos únicos, claros, distintos e sem ambiguidades. Portanto, o presente artigo propõe a expressão Comunidades Estratégicas de Conhecimento como uma possível versão ocidental equivalente ao conceito de ba.
Ba é um ideograma kanji que, em sua parte esquerda representa a terra, a água fervente, o crescimento e, a parte direita, significa a capacidade de realização (enable). Um lado designa um potencial e o outro indica um tipo de motor ou um movimento que proporciona uma transformação. Qualifica-se como um good ba as situações relacionais que energizam  as pessoas tornando-as criativas, dentro de uma interação positiva e dinâmica. A parte direita do ideograma refere-se à filosofia do yin e do yang ou da transformação permanente.
Um ba pode ser aberto a uma continuidade de interação junto a um tipo de atmosfera e de um ambiente  que constitui um clima particular, ligado a um espaço e a um tempo compartilhado por uma comunidade (a shared space in motion ). Ikujiro Nonaka define o ba como um espaço partilhado para a emergência de relações. Esse espaço poderá ser físico (como um escritório ou outros locais de trabalho), mental (experiências compartilhadas, ideias ou ideais) ou toda a combinação dos dois. Para o autor, o que diferencia o ba das interações humanas ordinárias é o conceito de criação de conhecimento. O ba fornece uma plataforma que, dentro de uma perspectiva transcendental, integra toda a informação requisitada (…)  ba é um contexto carregado de significado.
Então, nós consideramos ba como sendo um espaço compartilhado que serve como uma base para a criação de conhecimento. As trocas de dados, de informação, de opinião, de colaboração e de uma mobilização  sobre um projeto, confrontado às necessidades e ao desconhecido convergem ao ba dentro das organizações. Para se produzir, a organização do vazio, dos espaços de tensão criativa e de relações lhe são favoráveis.  O ba comporta, também, um tipo de indeterminação orientada, mas aberta, tacitamente vivida como um círculo de conivência. O ba não vem à realidade por decreto. Não é produzido pelo modelo do command and control próprio da gerencia piramidal tradicional. Ao contrário é ajustado por atores voluntários dentro de um ambiente energize e estimule com atenção ao respeito mútuo. O ba é fundamentalmente subjetivo e relacional, envolvendo os atores  pelo fato de ser  orientado pelo interesse e por não existirem fortes conflitos nos relacionamentos humanos.
O Ba é considerado como um fator determinante da adoção dos sistemas de gestão do conhecimento (KMS-knowledge management systems) pois este influencia diretamente o ambiente propicio a partilha de tarefas tácitas levando a intação e uso efectivo destes sistemas por parte das organizações.
Dentro destes períodos, foram analisadas as abordagens da Administração, segundo o seguinte esquema:
a)	Durante a 2.ª Revolução Industrial, inicia-se, em torno de 1920, a Era da Gestão Empresarial, a qual se divide em 4 períodos diferentes:
- Era da Produção em Massa (1920/49): ênfase na quantidade de produção e na padronização do processo (linha de montagem);
- Era da Eficiência (1950/69): ênfase no controle interno das operações (burocratização da gestão);
- Era da Qualidade (1970/89): ênfase na satisfação do cliente;
- Era da Competitividade (a partir de 1990): ênfase na busca da excelência empresarial (eficiência + eficácia), atendendo os interesses de clientes, colaboradores, comunidade e acionistas.
b)	As duas primeiras Eras, Produção em Massa e Eficiência, correspondem às abordagens tradicionais da Administração, da Escola Clássica à Teoria da Contingência.
c)	As duas últimas Eras (Qualidade e Competitividade) correspondem às Novas Abordagens da Administração, que são os seguintes:
- Administração Japonesa
- Administração Participativa
- Administração Empreendedora
- Administração Holística
- Corporação Virtual.
Cada uma destas novas abordagens de Administração será analisada a partir dos seguintes aspectos:
a) Origem e evolução histórica (exceto as duas últimas abordagens, tendo em vista que são abordagens futuristas da Administração)
b) Filosofia central da abordagem.
c) Principais práticas gerenciais: Processo decisório; postura gerencial; estrutura organizacional; controles; sistemas de incentivos; técnicas e instrumentos gerenciais.
d) Aspectos críticos na aplicabilidade do modelo.